# 14 août 1969
Le jeudi 14 août 1969 est le 226e jour de l'année 1969.

## Naissances
- Agnès Soubiran, journaliste française
- Alejandra Procuna, actrice mexicaine
- Chris Pérez, guitariste américain
- Franck Vérove, joueur de basket-ball français
- Julie Debazac, actrice française
- Keitaro Hoshino, boxeur japonais
- Maj Helen Sorkmo, fondeuse norvégienne
- Michelle Lintel, actrice américaine
- Nadezhda Aleksieva, biathlète bulgare
- Olivier Peres, footballeur français
- Paul Loga, joueur de football camerounais
- Preston Lacy, acteur américain
- Richard Birman, musicien français
- Stig Tøfting, footballeur danois
- Tracy Caldwell, chimiste américaine
- Trey Spruance, guitariste, musicien multi-instrumentiste, compositeur et producteur américain

## Décès
- Ernest Delève (né le 13 octobre 1907), poète belge
- George Oprescu (né le 27 novembre 1881), historien roumain
- Leonard Woolf (né le 25 novembre 1880), éditeur, journaliste, militant politique et écrivain britannique
- Marcel Dieu (né le 30 mai 1902),  bouquiniste, essayiste, éditeur, militant antimilitariste et socialiste libertaire belge
- Nicolás Fasolino (né le 3 janvier 1887), prélat catholique
- Rudolf Freiherr von Waldenfels (né le 23 septembre 1895), militaire allemand
- Sigrid Gurie (née le 18 mai 1911), actrice américaine
- Tony Fruscella (né le 4 février 1927), trompettiste de jazz américain
- Willem van Sonsbeeck (né le 11 septembre 1877), homme politique néerlandais

## Événements
- Au Cambodge, Lon Nol est nommé Premier ministre.
- Les troupes britanniques se déploient en Irlande du Nord. Violence entre protestants et catholiques (pratiquement exclus de la vie politique) en Irlande du Nord. La multiplication des émeutes au cours de l’été amène Harold Wilson à envoyer des troupes pour assurer l’ordre public. La mesure galvanise le mouvement nationaliste, divisé entre modérés et extrémistes, autour de l’IRA provisoire (Provos).
- Sortie du film Il était une fois dans l'Ouest
- Début de l'ouragan Camille